# Ä́
Cette page contient des caractères spéciaux ou non latins. S’ils s’affichent mal (▯, ?, etc.), consultez la page d’aide Unicode.
Ne doit pas être confondu avec la lettre cyrillique a tréma accent aigu ‹ Ӓ́ ӓ́ › ou la lettre grecque alpha tréma accent aigu ‹ Α̈́ α̈́ ›.
Ä́ (minuscule : ä́), appelé A tréma accent aigu, est un graphème utilisé dans l’écriture du chinantèque de Valle Nacional, du otomi de San Jerónimo Acazulco, du tutchone du Nord, du tutchone du Sud et du viri.
Il s'agit de la lettre A diacritée d’un tréma et d’un accent aigu.

## Représentations informatiques
Le A tréma accent aigu peut être représenté avec les caractères Unicode suivants :
- décomposé et normalisé NFC (latin étendu A, diacritiques) :

| formes    | représentations | chaînes de caractères | points de code | descriptions                                            |
| --------- | --------------- | --------------------- | -------------- | ------------------------------------------------------- |
| capitale  | Ä́               | Ä◌́                    | U+00C4 U+0301  | lettre majuscule latine a tréma diacritique accent aigu |
| minuscule | ä́               | ä◌́                    | U+00E4 U+0301  | lettre minuscule latine a tréma diacritique accent aigu |

- décomposé et normalisé NFC (latin de base, diacritiques) :

| formes    | représentations | chaînes de caractères | points de code       | descriptions                                                        |
| --------- | --------------- | --------------------- | -------------------- | ------------------------------------------------------------------- |
| capitale  | Ä́               | A◌̈◌́                   | U+0041 U+0308 U+0301 | lettre majuscule latine a diacritique tréma diacritique accent aigu |
| minuscule | ä́               | a◌̈◌́                   | U+0061 U+0308 U+0301 | lettre minuscule latine a diacritique tréma diacritique accent aigu |